# Thérèse Albert
Thérèse Albert (Toulouse, 20 de outubro de 1805 — Chartres, 24 de março de 1860) foi uma atriz francesa, cujo nome de solteira era Thérèse Vernet.

## Biografia
Madame Albert nasceu em uma família de atores. Atuou pela primeira vez nos palcos ainda quando criança, em peças infantis, e em óperas cômicas. Foi somente em 1827, dois anos após sua estreia em Paris, que o seu grande talento foi visto e apreciado. Em Caleb Valentine, Henrique V, Madame du Barry, Catarina II, Leontine, Un duel sous le cardinal de Richelieu, e em muitas outras peças de teatro, sua graça, beleza e distinção de forma fizeram dela o ídolo de Paris, e seu círculo de admiradores foi se ampliando ao longo das turnês nas províncias e no exterior.
Uma grave doença tirou-a dos palcos em 1846. Foi casada duas vezes: cerca de 1825 com Albert Rodrigues, um ator que atuou sob o seu nome cristão, e em 1846 com Eugène Bignon (1812-1858), ator e dramaturgo.